# Ivanna Sakhno
Ivanna Sakhno, född 14 november 1997 i Kiev, är en ukrainsk skådespelare.
Sakhno har bland annat medverkat i filmen Let it Snow. Hon har även medverkat i TV-serierna Ahsoka och The Reunion.

## Filmografi (i urval)
- 2020 – Let It Snow
- 2022 – The Reunion (TV-serie)
- 2023 – Ahsoka (TV-serie)